# مادلين ديفيس (مغنية)
مادلين ديفيس (بالإنجليزية: Madlyn Davis)‏ هي مغنية أمريكية، (و. 1899  م).

## وصلات خارجية
- مادلين ديفيس على موقع ميوزك برينز (الإنجليزية)
- مادلين ديفيس على موقع ديسكوغز (الإنجليزية)